# Lưu Nhơn Sâm
Lưu Nhơn Sâm (1910-1942), còn được viết là Lưu Nhân Sâm, là một nhà cách mạng Việt Nam. Ông là đảng viên Đảng Cộng sản Đông Dương, Ủy viên Xứ ủy Nam kỳ; Phó bí thư liên Tỉnh ủy Cần Thơ; Bí thư Tỉnh ủy Rạch Giá.

## Cuộc đời và sự nghiệp
Lưu Nhơn Sâm sinh năm 1910, người làng Mỹ Chánh, tổng An Trường, tỉnh Cần Thơ (nay thuộc xã Mỹ Hòa, thị xã Bình Minh, tỉnh Vĩnh Long).
Thời trẻ, bất bình trước những bất công, ông tham gia tổ chức nhiều cuộc đấu tranh với địa chủ cường hào, ác bá, đòi quyền dân sinh, dân chủ. Khi Đảng Cộng sản Việt Nam (sau đổi thành Đảng Cộng sản Đông Dương) thành lập, ông được bầu làm Bí thư chi bộ Mỹ Hòa, rồi phụ trách chi bộ xã Thiện Mỹ. Tại đây, ông phối hợp với các chi bộ khác lãnh đạo phong trào đấu tranh chống địa chủ bóc lột, gian lận, đưa được tên Phủ hàm Yên ở Trà Ôn ra tòa về tội thu lúa của nông dân bằng giạ 44 lít.
Năm 1939, ông cùng các đồng chí trong Tỉnh ủy Cần Thơ huy động trên 2.000 quần chúng tổ chức mít tinh nhân kỷ niệm 150 năm Cách mạng Pháp, kêu gọi nhân dân hãy cùng vùng lên đấu tranh đòi tự do, dân chủ, đòi giảm tô tức, chống sưu cao, thuế năng...
Ngày 29 tháng 1 năm 1941, ông được bầu làm Ủy viên thường vụ Liên tỉnh ủy Hậu Giang, kiêm Bí thư Tỉnh ủy Rạch Giá (nay thuộc Kiên Giang) và được cử đi dự Đại hội Xứ ủy Nam kỳ, được bầu làm Ủy viên dự khuyết Xứ ủy, sau là Ủy viên chính thức.
Tháng 4 năm 1941, chính quyền thực dân Pháp mở rộng chiến dịch bắt bớ, phá vỡ hàng loạt cơ sở và bắt giữ nhiều cán bộ chủ chốt của Tỉnh ủy Rạch Giá và Liên tỉnh ủy Hậu Giang, thu giữ được nhiều tài liệu, dụng cụ in với hàng trăm truyền đơn, tài liệu về hoạt động du kích và chiến tranh du kích, nhất là lại thấy công thức, nguyên liệu, vật tư làm thuốc súng, làm bom. Tháng 6 năm 1941, thông qua nội gián, chính quyền thực dân Pháp bắt giữ Phó bí thư Xứ ủy Nam Kỳ Phan Văn Bảy (Bảy Cùi), thu được một số dụng cụ in, nhiều số báo Giải Phóng, khoảng 50 bức thư gửi cho những thân hào, trí thức, địa chủ... Ngày 12 tháng 6 năm 1941, thực dân Pháp bắt được Lưu Nhơn Sâm khi ông đang ẩn trú tại quê nhà.
Với vụ bắt bớ trên, toàn bộ lãnh đạo chủ chốt của Liên tỉnh ủy Hậu Giang đều đã bị thực dân Pháp bắt được. Bên cạnh đó, cơ sở quan trọng nhất là chùa Tam Bảo ở Rạch Giá cũng bị phát hiện. Lưu Nhơn Sâm cùng các đồng chí bị thực dân Pháp đưa ra xét xử tại tòa đại hình Sài Gòn và bị kết án tử hình cùng với Phó bí thư Xứ ủy Phan Văn Bảy, Sư Thiện Ân... Trong thời gian bị giam ở khám tử hình trong Khám Lớn Sài Gòn, ông cùng các đồng chí chủ trương phá khám tử hình vượt ngục nhưng thất bại. Ngày 10 tháng 6 năm 1942, ông bị thực dân Pháp đem ra xử bắn tại pháp trường Hóc Môn, khi chỉ mới 32 tuổi.

## Gia đình
Ông lập gia đình với bà Nguyễn Thị Tâm (1912-1975), cũng là người xã Mỹ Hòa. Ông bà có với nhau 4 người con:
- Lưu Quốc Vĩnh
- Lưu Thành Bé
- Lưu Thị Hòa
- Lưu Thị Bình

Ông Lưu Quốc Vĩnh về sau hy sinh ngày tháng 2 năm 7 năm 1967, được Nhà nước Việt Nam phong tặng danh hiệu liệt sĩ. Tháng 12 năm 2015, bà Nguyễn Thị Tâm được Nhà nước Việt Nam truy tặng danh hiệu Bà mẹ Việt Nam anh hùng, vì có chồng và 1 con là liệt sĩ.

## Vinh danh
Tại thị xã Bình Minh, Tỉnh Vĩnh Long tên của ông được đặt cho đoạn đường: dài 3.000m, rộng 5,5m, điểm đầu là Quốc lộ 1 cũ, điểm cuối đến cầu Phù Ly
Tại huyện Vĩnh Thuận, tỉnh Kiên Giang tên của ông được đặt cho một đoạn đường dài 3.457m, rộng 3.5m trên địa bàn thị trấn Vĩnh Thuận từ giáp đường Quản Trọng Lĩnh đến giáp kênh 500